# Willy Dujardin
Willy Dujardin was een Belgische atleet die gespecialiseerd was in de sprint. Hij nam eenmaal deel aan de Olympische Spelen en werd op twee verschillende onderdelen driemaal Belgisch kampioen.

## Biografie
Dujardin begon in 1926 op 24-jarige leeftijd met atletiek. Hij sloot zich een jaar nadien aan bij Beerschot Atletiekclub.
Dujardin werd in 1928 derde op het Belgische kampioenschap op de 100 m. Hij nam in 1928 op de 100 m, 200 m en de 4 x 100 m estafette deel aan de Olympische Spelen van Amsterdam. Hij werd telkens uitgeschakeld in de eerste ronde.
Dujardin behaalde in 1929 en 1930 twee opeenvolgende Belgische titels op de 100 m. In 1930 veroverde hij ook de titel op de 200 m. Eind 1930 werd hij in Italië zwaar ziek. Hij zou nooit meer zijn oude niveau terugvinden.

## Belgische kampioenschappen
| Onderdeel | Jaar       |
| --------- | ---------- |
| 100 m     | 1929, 1930 |
| 200 m     | 1930       |

## Persoonlijke records
| Onderdeel | Prestatie | Datum        | Plaats    |
| --------- | --------- | ------------ | --------- |
| 100 m     | 10,8 s    | 27 juli 1930 | Antwerpen |
| 200 m     | 22,6 s    | 13 juli 1930 | Antwerpen |

## Palmares

### 100 m
- 1928:  BK AC
- 1928: 3e in reeks OS in Amsterdam – 11,2 s
- 1929:  BK AC – 11,6 s
- 1930:  BK AC – 11,2 s
- 1932:  BK AC
- 1933:  BK AC

### 200 m
- 1928: 3e in reeks OS in Amsterdam
- 1930:  BK AC – 22,6 s

### 4 x 100 m
- 1928: 3e in ½ fin. OS in Amsterdam